# Anurogryllus arboreus
Anurogryllus arboreus is een rechtvleugelig insect uit de familie krekels (Gryllidae). De wetenschappelijke naam van deze soort is voor het eerst geldig gepubliceerd in 1973 door Walker.